# Mangayo
 (février 2018).
Si vous disposez d'ouvrages ou d'articles de référence ou si vous connaissez des sites web de qualité traitant du thème abordé ici, merci de compléter l'article en donnant les références utiles à sa vérifiabilité et en les liant à la section « Notes et références ».
Mangayo est un village du Cameroun à la frontière avec le Tchad. Il est situé dans la commune de Blangoua du département de Logone-et-Chari qui borde le lac Tchad dans la région Région de l'Extrême-Nord.